# 기타나다촌 (에히메현 기타군)
기타나다촌(喜多灘村)은 에히메현 기타군에 설치되었던 촌이다. 현재의 오즈시에 해당한다.